# Марко Янкович (1995)
Марко Янкович (серб. Marko Janković, нар. 9 липня 1995, Цетинє, СФРЮ) — чорногорський футболіст, півзахисник азербайджанського «Карабаха» і національної збірної Чорногорії.

## Клубна кар'єра
Вихованець футбольної школи клубу «Партизан».
У дорослому футболі дебютував 2012 року виступами за команду клубу «Телеоптик», в якій провів один сезон, взявши участь у 27 матчах чемпіонату. 
Своєю грою за цю команду привернув увагу представників тренерського штабу клубу «Олімпіакос», до складу якого приєднався 2013 року. Відіграв за клуб з Пірея наступний сезон своєї ігрової кар'єри.
Протягом 2014—2015 років захищав кольори команди клубу ОФК (Белград).
2015 року уклав контракт з клубом «Марибор», у складі якого провів наступний рік своєї кар'єри гравця. 
Згодом протягом 2016–2019 років знову грав у Сербії, ставши гравцем основного складу рідного «Партизана». Влітку 2019 року перебрався до Італії, уклавши контракт з місцевим клубом СПАЛ. Протягом двох років грав за цю команду, а також в оренді за «Кротоне», у жодній із них основним гравцем не був.
Згодом протягом 2021–2022 років грав в Ізраїлі за «Бейтар» (Єрусалим) та «Хапоель» (Тель-Авів), після чого перебрався до Азербайджану, уклавши 1 липня 2022 року трирічний контракт з «Карабахом» (Агдам).

## Виступи за збірні
2011 року дебютував у складі юнацької збірної Чорногорії, взяв участь у 12 іграх на юнацькому рівні, відзначившись одним забитим голом.
Протягом 2015–2016 років залучався до складу молодіжної збірної Чорногорії. На молодіжному рівні зіграв у 10 офіційних матчах, забив 1 гол.
2016 року дебютував в офіційних матчах у складі національної збірної Чорногорії.

## Титули і досягнення
- Чемпіон Сербії (1):

«Партизан»: 2016—2017
- Володар Кубка Сербії (2):

«Партизан»: 2016—2017, 2017—2018
- Володар Кубка Словенії (1):

«Марибор»: 2015—2016
- Чемпіон Азербайджану (3):

«Карабах»: 2022—2023, 2023—2024, 2024—2025
- Володар Кубка Азербайджану (1):

«Карабах»: 2023—2024